# 南の王国
南の王国（みなみのおうこく、イタリア語：Regno del Sud）は、第二次世界大戦後期の1943年から1944年にかけて、ピエトロ・バドリオ、そして後にイヴァノエ・ボノーミがイタリア王国を統治した時代を指す。この時期、イタリアは南イタリアにおいて連合国軍占領地域政府の支配下にあったが、北イタリアおよび中央イタリアはナチス・ドイツ占領下にあり、イタリア社会共和国が樹立された。